# Марин Колев
Марин Тодоров Колев е български поет.
Завършва българска филология в Софийския университет „Климент Охридски“. От 1965 г. е журналист в окръжния вестник в Ловеч. От 1969 г. е назначен за драматург в Ловешкия театър. Член на Съюза на българските писатели.

## Стихосбирки
- Място за моето лице, София, изд. Народна младеж, 1968
- Мигли от светлина, София, изд. Народна младеж, 1975
- И цялото бъдеще, София, Военно издателство, 1978
- Вечността на миговете, София, изд. Български писател, 1979
- Повече от живота, София, изд. Български писател, 1985
- Златна свобода, София, Военно издателство, 1987
- Любопис, София, изд. Народна младеж, 1987
- Вдън любов, София, изд. Български писател, 1989
- Кози и ангели, София, изд. Литературен форум, 1994
- Исо със оси, София, изд. Стигмати, 2000 (стихове в стил лирографика и палиндроми)
- Братовчедите на Поп Кръстю, София, изд. Чернат, 2003
- Челото плаче, София, изд. Чернат, 2012
- Четири пиеси/Посвещения/, София, изд. Чернат, 2019

## Пиеси
- В подножието на Голгота,
- Перуниките горят,
- Златна свобода,
- Смело, другари, в грабежа! (сатиричен лист с политически пародии).